# Титла на Съединените щати на WWE
Титлата на Съединените щати на WWE е кеч шампионска титла в WWE. Заедно с Интерконтиненталната титла, тя е една от второстепенните титли на Федерацията. Първоначално е титла, продуцирана от Средно-Атлантическия шампионат по кеч (по-късно Федерацията на Джим Крокет – JCP и WCW), правейки я единствената от петте активни титли във Федерацията, която не е създадена в WWE.

## Носители
Първият шампион е Харли Рейс. Има 81 различни шампиони, от които Рик Светкавицата е шампион най-много пъти. Шампион за най-дълго време е Лекс Лугър, държал титлата за 523 дни от 22 май 1989 г. до 27 октомври 1990 г. Шампионът за най-кратко време е „Зашеметяващия“ Стив Остин който държи титлата за приблизително пет минути. Дийн Амброуз е шампионът с най-дълго време за WWE за 351 дни от 19 май 2013 г. до 5 май 2014 г. Най-старият шампион е Тери Фънк, който печели титлата на 56 години, а най-младият е Дейвид Флеър, който я печели на 20 години. Най-тежкият шампион е Грамадата, тежащ 230 кг, а най-лекият е Калисто, който тежи 77 кг.

## История
На 6 април 1991 г. в издание на World Championship Wrestling, Никита Колоф чупи класическата титла на 1980-те по време на побой след мач с Лекс Лугър, който е шампион за четвърти път. Колоф, който твърди, че е истинския шампион, оставя Лугър в безсъзнание от ударите му върху него с титлата и след това многократно удря колана в кола на ринга. Лугър се появява без титла, но след това става първия носител на нововъзстановената титла, която WCW използва докато не е закрита през март 2001 г. Тази версия на титла на Съединените щати се използва по време на „нашествието“ на WCW в World Wrestling Federation, докато сюжета на WCW се прекратява на Сървайвър през 2001 г., когато титлата се слива с Интерконтиненталната титла. Между WCW и WWE, титлата няма носител 20 пъти.
По време на третия път на Джон Сина като шампион, той представя „въртящата“ версия на титлата. На 10 март 2005 г. в епизод на Разбиване!, „въртящия“ пояс е „счупен“, с помощта на Джон „Брадшоу“ Лейфилд, след като Орландо Джордан побеждава Сина предишната седмица за титлата, представяйки стандартната Титла на Съединените щати на WWE.
Настоящият шампион е Рей Мистерио, който побеждава Самоа Джо на 19 май 2019 г. на Договорът в куфарчето (2019).

## Имена
| Име                                                                             | Години                         |
| ------------------------------------------------------------------------------- | ------------------------------ |
| Титла в тежка категория на Съединените щати на NWA (Средно-Атлантическа версия) | 1 януари 1975 – 27 януари 1981 |
| Титла в тежка категория на Съединените щати на NWA (Безспорна)                  | 27 януари 1981 – 1991          |
| Титла в тежка категория на Съединените щати на WCW                              | 1991 – 2001                    |
| Титла на Съединените щати на WCW                                                | 2001                           |
| Титла на Съединените щати на WWE                                                | 2003 –                         |

## Шоута
| Дата              | Шоу           | Бележка |
| ----------------- | ------------- | --- |
| 27 юли 2003 г.    | Разбиване     | Титлата на Съединените щати на WWE е изключителна за Разбиване.                                                        |
| 23 юни 2008 г.    | ECW           | Мат Харди е пратен в ECW, взимайки колана в това шоу.                                                                  |
| 20 юли 2008 г.    | Разбиване     | Титлата на Съединените щати се връща в Разбиване след победата на Шелтън Бенджамин.                                    |
| 13 април 2009 г.  | Първична сила | Шампиона на Съединените щати Ем Ви Пи е пратен в Първична сила.                                                        |
| 26 април 2011 г.  | Разбиване     | След местенето от 2011 г., шампиона на Съединените щати Шеймъс е пратен в Разбиване.                                   |
| 1 май 2011 г.     | Първична сила | Титлата на Съединените щати се връща в Първична сила след победата на Кофи Кингстън.                                   |
| 29 август 2011 г. | N/A           | Край на първото разширение на марките. Шампиона на Съединените щати може да се бие и на Първична сила, и на Разбиване. |
| 19 юли 2016 г.    | Първична сила | Връщане на разширение на марките. Шампиона на Съединените щати Русев отива в Първична сила.                            |
| 11 април 2017 г.  | Разбиване     | След разбъркването, шампиона на Съединените щати Кевин Оуенс отива в Разбиване.                                        |
| 16 април 2018 г.  | Първична сила | След разбъркването, шампиона на Съединените щати Джиндър Махал отива в Първична сила.                                  |
| 17 април 2018 г.  | Разбиване     | Ден след като побеждава Махал за титлата, Джеф Харди отива в Разбиване.                                                |
| 22 април 2019 г.  | Първична сила | След разбъркването, шампиона на Съединените щати Самоа Джо отива в Първична сила.                                      |